# Gert Drost
Gert Drost (* 4. Dezember 1960 in Dinkelsbühl) ist ein deutscher Pianist und Komponist.

## Leben
Drost erhielt den ersten Klavierunterricht mit neun Jahren. Ab 1981 war er außerdem Kompositionsschüler bei Horst Lohse in Bamberg. 1987 absolvierte er sein Lehrdiplom und anschließend ein künstlerisches Aufbaustudium, welches er 1990 mit dem Konzertdiplom abschloss. Sein musikalisches Wissen erweiterte er auf zahlreichen internationalen Meisterkursen, u. a. bei Margerita Höhenrieder und dem Moskauer Klaviertrio. 
Drost ist Preisträger der Musikalischen Akademie Würzburg des Jahres 1990. 
Seit 2013 leitet er das Kammerorchester Schweinfurt.

### Konzerttätigkeit
Seit 1990 gibt Drost regelmäßig Konzerte mit verschiedenen Ensembles, u. a. dem Brahms-Duo Würzburg (mit dem Geiger Friedemann Wezel) und diversen Kammermusikbesetzungen.

### Lehrtätigkeit
Drost ist seit 1989 als Klavierdozent an der Berufsfachschule für Musik Bad Königshofen tätig. Außerdem ist er Gastdozent an der Bayerischen Musikakademie Hammelburg und leitet dort Kammermusikkurse. 

## Diskografie
- Werke für Violine und Klavier von Brahms, Debussy, Messiaen und Mozart mit dem Geiger Friedemann Wezel (1995)
- "Die Russische Seele" (Russische Klaviermusik um 1900 mit Werken von Rachmaninoff, Nikolai Medtner und Neueinspielungen von Anton Arensky, Paul Juon, Sergei Tanejew und César Cui, 2000)

## Werkverzeichnis
- "Floskeln", 3 Stücke für Klavier (1981)
- 2 Stücke für Violine und Gitarre (1982)
- "Perioden" für Gitarre (1983)
- "Suite à la fin du siècle" für Klavier (1998/99)
- 3 Mouvements für Klavier (1999)
- "Die Nacht" (Wolfgang Borchert) für mittlere Stimme und Klavier (2000)
- Quartett für Querflöte, Violine, Cello und Klavier (2000)